# Pedra de São Domingos
Pedra de São Domingos (que en portugués quiere decir: Piedra de Santo Domingo) es una formación rocosa situada entre los municipios de Córrego do Bom Jesus y Gonçalves, en el estado de Minas Gerais, al sureste del país sudamericano de Brasil. El accidente geográfico tipo roca gneis es uno de los puntos más altos de las montañas de Mantiqueira. En su punto más alto, la elevación alcanza los 2.050 metros (6.730 pies).